# Bloedbad (band)
Bloedbad was van 1982 tot 1985 een Nederlandse hardcore punk-band uit de stad Groningen.

## Geschiedenis
In 1982 werd begonnen, toen nog onder de naam "PP". Met het wisselen van de drummer wordt de naam gewijzigd in "Bloedbad". De bandleden zijn in die tijd 14 jaar oud, maar treden regelmatig op in Vera en Simplon. Zij spelen landelijk in zalen zoals: Hedon, Noorderligt, De Buze en Babylon. Vanaf 1983 zijn zij onderdeel van het Roodwitzwart Collectief. In 1984 wordt een LP uitgegeven samen met Massagraf, Jetset en Fahrenheit 451. Daarna verlaat zanger/gitarist Edwin Jansse de band en wordt vervangen door Michael Kopijn. Als in 1985 drummer Sanni Potharst de band vlak voor de Europese toer verlaat betekent dat, ondanks een poging tot een doorstart met Herman Overbeek van Jetset, het einde van de band.

## Bezetting
- Edwin Jansse - zang/gitaar
- Rob Zwaving - zang/gitaar
- Michel Alam - bas
- Sanni Potharst - drums
- Michael Kopijn - zang (na 1984)

## Discografie
- Bloedbad / The Jetset - Protest Melkchocolade Cassette 1983
- Bijdrage aan rood,wit,zwart lp (verzamelalbum) - 1983
- Bijdrage aan Babylon: bleibt fahren (verzamelalbum) - 1985
- Bijdrage aan Groningen '84 (verzamelalbum) - Moshover 2016[3]